# Богданович, Анатолий Иванович
Анато́лий Ива́нович Богдано́вич (27 февраля 1926) — советский футболист, нападающий, тренер. Мастер спорта СССР.

## Биография
Бо́льшую часть карьеры провёл в армейской команде Киева в низших лигах (1946—1950, 1952—1954). В 1951 году в составе киевского «Динамо» сыграл пять матчей в чемпионате СССР.
Полуфиналист Кубка СССР 1952 года.
В 1955 году окончил Киевский институт физкультуры. Работал тренером в командах (годы работ в источниках различаются): СКВО/СКА Киев (1956—1958, 1965—1968, 1970 — тренер; 1962, 1971, 1973—1975 (СК «Чернигов») — старший тренер), «Полесье» Житомир (1959—1961, старший тренер), «Колхозник» Ровно (1963—1965, старший тренер), «Днепр» Черкассы (1977, старший тренер).